# آل زهره
آل زهره یا بنی زهره یا اسحاقی یا اسحاقیون یکی از خاندان‌های شیعه دوازده امامی بوده‌اند.آنان فرزندان اسحاق پسر جعفر صادق بودند ازین رو گاهی آنان را اسحاقی یا اسحاقیون می‌نامیدند.حسین پسر اسحاق به حران رفت.محمد پسر حسین نیز که از متمولین حران به حساب می‌آمد به حلب رفته و تشیع را به این شهر سنی مذهب برد.
اهالی فوعه بازماندگان آل زهره‌اند که از کشتار شیعیان شهر حلب باقی مانده‌اند.
باقی شیعیان آل زهره در حلب یا دست از تشیع کشیدند یا تقیه کردند.

## برخی بزرگان آل زهره
عزالدّین ابوالمکارم حمزه بن علی بن زهره الحسینی الحلبی ،از فقها و متکلمان شهر حلب
جمال‌الدین ابوالقاسم عبداللـه بن علی بن زهره الحسینی الحلبی ،از فقها و متکلمان شهر حلب
ابوعلی حسن بن زهره الحسینی ،پیشوای شیعیان شهر حلب
محیی‌الدّین ابوحامد محمدبن عبداللـه بن زهره الحسینی ،فقیه و از راویان شیعه
علاءالدین ابوالحسن علی بن ابراهیم بن محمدبن الحسین بن زهره الحسینی الحلبی ،از دانشمندان بزرگ شیعه
الشریف محمدبن علی بن محمدبن الحسن بن زهره